# François-Marie Léthel
François-Marie Léthel (Parigi, 1948) è un presbitero e teologo francese dell'Ordine dei carmelitani scalzi, tra i massimi esperti della teologia dei santi.

## Attività
Nel 1967 entra nell'Ordine dei Carmelitani Scalzi (Provincia di Parigi) e viene ordinato sacerdote nel 1975.
Dopo la licenza in filosofia, ottiene la licenza in teologia a l'Institut catholique de Paris, con una tesi su San Massimo il Confessore, sotto la direzione di P. Marie-Joseph Le Guillou O.P., (Théologie de l'Agonie du Christ. La liberté humaine du Fils de Dieu et son importance sotériologique mises en lumière par saint Maxime le Confesseur, Parigi, 1979, ed. Beauchesne, collana Théologie Historique, n° 52).
Consegue il dottorato in teologia all'Università di Friburgo in Svizzera nel 1989, sotto la direzione di padre Christoph Schönborn O.P., con una tesi intitolata Connaître l'Amour du Christ qui surpasse toute Connaissance. La Théologie des Saints (Venasque, 1989, ed. du Carmel).
Padre Léthel abita a Roma dal 1982. Insegna teologia dogmatica e spirituale presso la Pontificia facoltà teologica Teresianum. È un collaboratore attivo dell'Ateneo Pontificio Regina Apostolorum di Roma.
Nominato consultore della Congregazione delle cause dei santi da papa Giovanni Paolo II nel 2004, viene anche nominato prelato segretario della Pontificia accademia di teologia da papa Benedetto XVI nel 2008.
Nel 2011 padre Léthel è stato predicatore degli esercizi spirituali al Santo Padre Benedetto XVI e alla Curia Romana, approfondendo il tema della santità.
È considerato tra i massimi esperti della spiritualità di Santa Teresa di Lisieux.
Tra i suoi numerosi studi sulla teologia dei santi vi sono, su Santa Teresa di Lisieux L'Amore di Gesù. La cristologia di santa Teresa di Gesù Bambino (Roma, 1999, Libreria Editrice vaticana), su San Luigi Maria Grignion de Montfort L'amour de Jésus en Marie (Ginevra, 2000, ed. Ad Solem, 2 vol.) e su Santa Gemma Galgani L'Amore di Gesù Crocifisso Redentore dell'uomo. Gemma Galgani (Roma, 2004, Libreria Editrice Vaticana). Nel 2017 scrive l'Introduzione alla biografia di Carlotta Nobile, In un attimo l'infinito. Carlotta Nobile (Milano, 2017, Paoline).